# Віллі Ландграф
Вілфрід «Віллі» Ландграф (нім. Wilfried "Willi" Landgraf, нар. 29 серпня 1968, Мюльгайм-на-Рурі) — колишній німецький професійний футболіст, який грав на позиції захисника у Другій Бундеслізі.

## Ігрова кар'єра
Ландграф народився в Мюльгаймі-на-Рурі і приєднався до «Рот-Вайс» (Ессен), будучи підлітком у 1985 році. У клубі він був підвищений до першої команди на сезон 1986/87. Ближче до кінця того сезону, 30 травня 1987 року, дебютував у Другій Бундеслізі під керівництвом Горста Грубеша.
Провівши сім сезонів у «Рот-Вайсі», а також три сезони в «Гомбурзі» та «Гютерсло», у 1999 році Ландграф приєднався до «Алеманії» з Ахена.
Він приєднався до «Алеманії» у віці 30 років, і провів у клубі сім сезонів, будучи основним гравцем у шести із семи сезонів. Він допоміг «Алеманії» дійти до фіналу Кубка Німеччини 2004 року, де вони програли чемпіону Бундесліги того сезону «Вердеру» з Бремена, і кваліфікувалися до Кубка УЄФА 2004/05.
У своєму останньому сезоні у Другій Бундеслізі (2005-06) Ландграф поступився місцем у старті молодшому одноклубнику і зміг зіграти лише в 12 з 34 ігор, лише 6 разів вийшов у стартовому складі. «Алеманія» вийшла до Бундесліги в кінці того сезону, за три місяці до 38-річчя Ландграфа, але гравець не схотів проводити ще один сезон на лавці запасних, через що так і не зміг дебютувати у Бундеслізі. Він вирішив покинути клуб, щоб приєднатися до резервної команди «Шальке 04» і протягом наступних трьох сезонів регулярно грав у четвертому дивізіоні німецького футболу. Таким чином, Ландграф встановив рекорд із 508 виступів у Другій Бундеслізі, але так і не зігравши у вищому дивізіоні.
Протягом усієї своєї кар'єри Ландграф вважався улюбленцем уболівальників і навіть захоплювався фанатами клубів-суперників. Як захисник, він був відомий своїм динамічним стилем гри. Його безглуздий захисний підхід у футболі приніс йому ще один рекорд Другої Бундесліги — загалом 9 червоних карток.

## Тренерська кар'єра
У червні 2009 року, незабаром після завершення своєї останньої гри за резервну команду «Шальке 04», Ландграф підписав контракт як помічник головного тренера резервної команди «Алеманії», але контракт було розірвано, щоб він міг почати свою тренерську кар'єру у «Шальке 04». Відтоді він тренував кілька молодіжних команд клубу.